# Samburu County
Samburu County (bis 2010 Samburu District) ist ein County in Kenia. Es ist nach dem dort lebenden Volk der Samburu benannt. Die Hauptstadt des Countys ist Maralal. Im County lebten 2019 310.327 Menschen auf 20.182,5 km². Das County gehört zu den trockensten Gebieten Kenias, die Menschen leben hauptsächlich von nomadischer Viehhaltung.

## Geografie
Das County erstreckt sich vom Uaso Nyiro zum Südufer des Turkana-Sees. Im County liegen das Samburu National Reserve und Teile des Buffalo-Springs-Nationalreservats. Samburu County verfügt über ein 1400 km langes Straßennetz, allerdings ist keine Straße asphaltiert. Nur vier der sechs Divisionshauptstädte verfügen über einen Telefonanschluss. Im Samburu County gibt es nur vier Postämter.
In die Schlagzeilen kam das County im November 2012, als Viehdiebe aus einem Hinterhalt heraus 30 Polizisten erschossen und mehrere verletzten. Vor dem Zwischenfall war es immer wieder zu Kämpfen um Vieh, Weideland und Wasser gekommen.

## Gliederung
Das County teilt sich in Councils und Divisionen auf. Es gibt zwei Wahlbezirke, Samburu East und Samburu West.
| Sitz der Behörde | Typ    | Einwohner (1999) |
| ---------------- | ------ | ---------------- |
| Maralal          | Stadt  | 024.612          |
| Samburu          | County | 118.935          |
| Gesamt           | -      | 143.547          |

| Division | Einwohner (1999) | Hauptstadt |
| -------- | ---------------- | ---------- |
| Baragoi  | 019.884          | Baragoi    |
| Kirisia  | 047.072          | Mararal    |
| Lorroki  | 025.571          |            |
| Nyiro    | 015.551          |            |
| Wamba    | 024.155          | Wamba      |
| Waso     | 010.314          |            |
| Gesamt   | 143.547          | -          |